# Ян Шиманський
Ян Марек Шиманський (пол. Jan Marek Szymański, 2 березня 1989) — польський ковзаняр, олімпійський медаліст.
Бронзову олімпійську медаль Шиманський виборов у командній гонці переслідування на Іграх 2014 року в Сочі.

## Зовнішні посилання
- Досьє на speedskatingresults.com [Архівовано 19 грудня 2013 у Wayback Machine.]